# Paul David

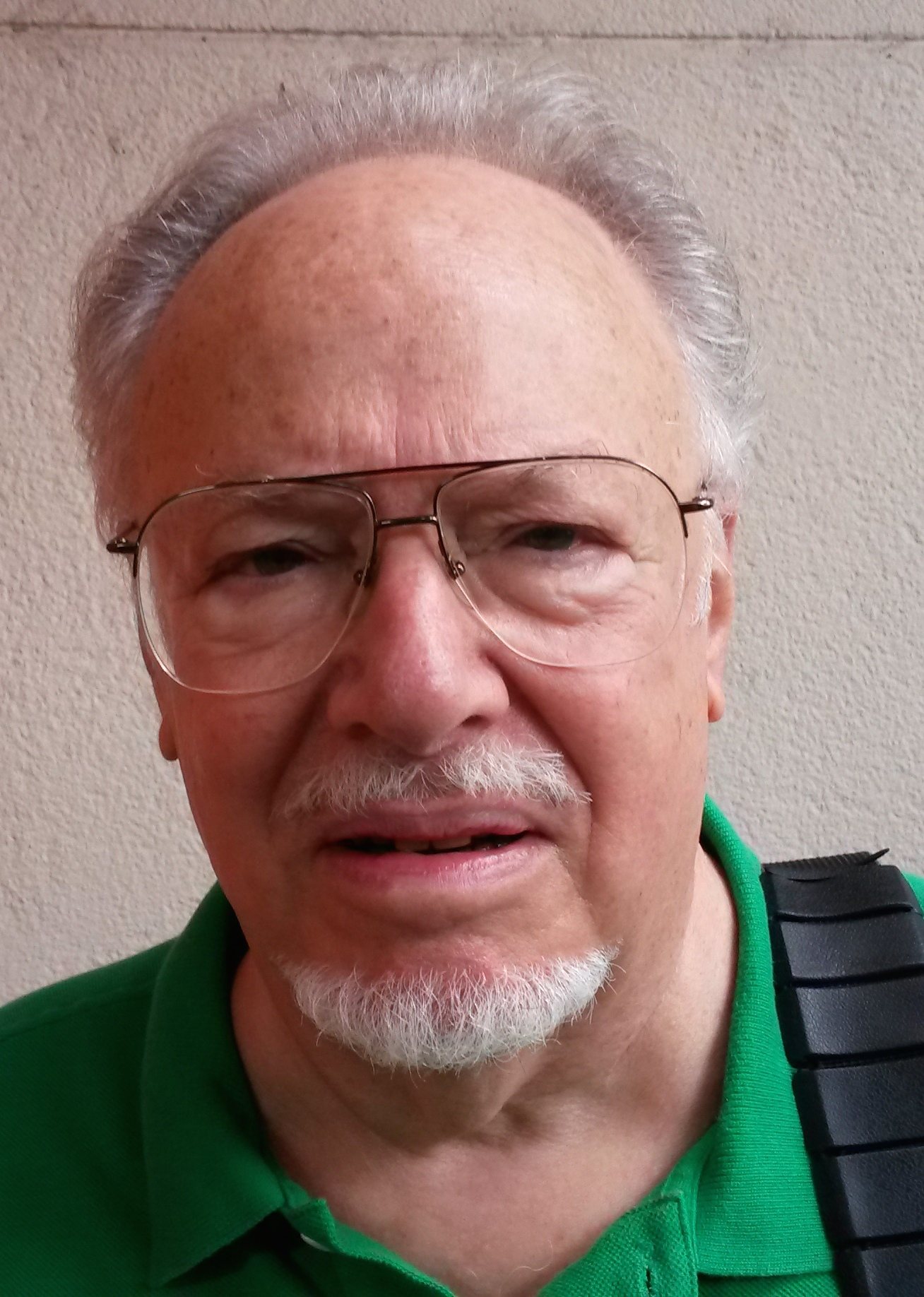
Paul David (2014)

Paul Allan David (* 24. Mai 1935 in New York City; † 23. Januar 2023 in Palo Alto) war ein US-amerikanischer Wirtschaftswissenschaftler und Hochschullehrer, zuletzt emeritiert.

## Werdegang, Forschung und Lehre
David studierte an der Harvard University, wo er nach seinem A.B. als Ph.D. graduierte. Später war er als Professor an der Oxford University und der Stanford University tätig.
Davids Forschungsschwerpunkte lagen in der Entwicklung ökonomischer Prozesse. Seine Arbeiten decken die Ökonomie des technischen, demografischen und institutionellen Wandels sowie Wirtschaftsgeschichte ab. Insbesondere mit dem Produktivitätswachstums und der wirtschaftlichen Entwicklung der nordamerikanischen Volkswirtschaften seit 1790 setzte er sich auseinander.
Für seine Arbeit erhielt er verschiedene Auszeichnungen, unter anderem 2003 die Ehrendoktorwürde der Universität Turin. Außerdem war er Mitglied der American Academy of Arts and Sciences (1979), der British Academy (1995) und der American Philosophical Society (2003).

## Werke (Auswahl)
Die folgende Auflistung gibt von David veröffentlichte Bücher wieder, zudem hat er zahlreiche Zeitschriftenartikel und Arbeitspapiere verfasst.
- Technical Choice, Innovation and Economic Growth: Essays on American and British Experience in the Nineteenth Century (1996)
- A Productive Tension: University-Industry Research Collaborations in the Era of Knowledge-Based Economic Development mit Ed Steinmueller (1998)
- Institutional Mechanisms and the Industrial Transferability of Research mit Ed Steinmueller (1998)